# روميو فالنتينو
روميو فالنتينو (بالإنجليزية: Romeo Valentino)‏ هو مصارع محترف أمريكي، ولد في 8 يوليو 1968 في South Philadelphia ‏ في الولايات المتحدة.

## روابط خارجية
- روميو فالنتينو على موقع CageMatch worker (الإنجليزية)
- روميو فالنتينو على موقع قاعدة بيانات المصارعة على الإنترنت (الإنجليزية)